# Colour Me Kubrick
Colour Me Kubrick: A True...ish Story è un film del 2006 diretto da Brian W. Cook.

## Trama
Alan Conway è un truffatore che fin dai primi anni novanta iniziò ad imitare il famoso regista Stanley Kubrick, all'epoca ritiratosi dalle pubbliche scene. La pellicola narra una storia realmente accaduta e ripercorre i tentativi di Conway, spesso riusciti, di ottenere soldi e perfino favori sessuali in cambio di una parte nel "prossimo film" di Kubrick.

## Colonna sonora
La colonna sonora, Color Me Kubrick: The Original Soundtrack, comprende cinque canzoni co-scritte da Bryan Adams.